# 후에 조약 (1884년)

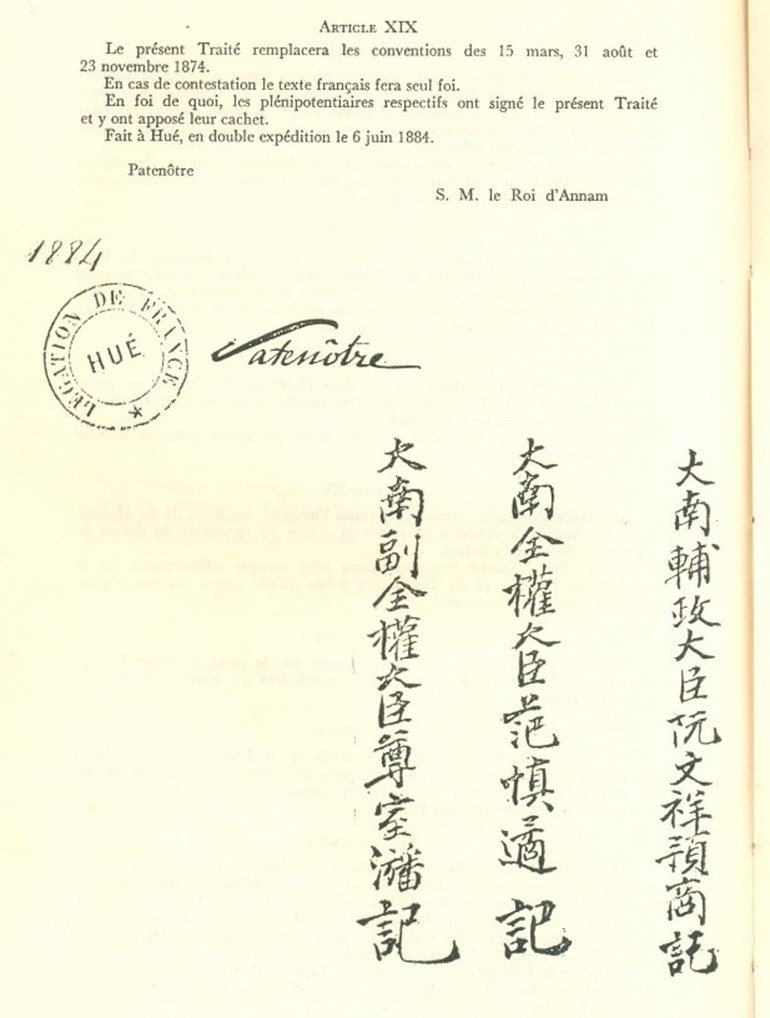

제2차 후에 조약(Treaty of Huế) 또는 보호령 조약은 1884년 6월 6일 프랑스 대표 쥘 파트노트르(Jules Patenôtre) 와 베트남 대표 팜턴주엇(Phạm Thận Duật), 똔텃판(Tôn Thất Phan), 응우옌반뜨엉(Nguyễn Văn Tường)사이에 맺어진 조약이다. 이 조약은 1883년 8월 25일의 징벌적 아르망 조약의 주요 항목을 재론한 것이며, 이 조약의 가혹한 조항 중 일부를 완화시켰다. 안남과 통킹을 보호령으로 만든 토대가 된 이 조약은 향후 70년 동안 베트남에서 프랑스 식민지 통치를 위한 것이었고, 프랑스 장관인 쥘 파트노트르가 협상을 담당했기 때문에 종종 파트노트르 조약으로 부르기도 한다. 베트남에서는 갑신화약(호아으억잡턴/甲申和約, Hòa ước Giáp Thân)이라고 부른다.

## 배경
1884년 6월 6일, 청나라와의 〈톈진 협약〉이 체결된 지 3주 후, 청나라는 베트남에 대한 청나라의 역사적인 종주권을 암묵적으로 포기하였고, 프랑스는 안남과 통킹에 대한 프랑스의 보호령을 규정한 조약을 체결했다. 이 조약은 새로운 프랑스 장관인 쥘 파트노트르가 협상을 담당하였다.
새로운 조약은 통킹에서 프랑스의 상업적 특권을 제한한 악명 높게 모호한 〈필라스트르 조약〉(1874년 3월 15일에 체결된 사이공 조약)을 대체했다. 프랑스 의회가 비준하지 않은 1883년 8월의 〈아르망 조약〉에 포함된 많은 조항들은 온건한 언어로 재구성되었지만, 안남과 통킹에 대한 프랑스 보호령을 확립하고, 대부분의 베트남 마을에 프랑스 주민을 거주할 수 있게 허용했다. 또한 프랑스에 어느 정도의 무역 특권을 부여했다.
1884년 1월 프랑스 외교관 아르튀르 트리쿠(Arthur Tricou)가 후에를 방문하여 베트남 정부로부터 개정된 〈아르망 조약〉을 비준받았다. 트리쿠는 아르망 조약의 더 부당한 조항 중 일부는 베트남인의 진심을 보여주면 개정될 수 있다는 암시를 주었으며, 1884년 1월 1일 베트남 정부는 아르망 조약에 완벽한 준수를 선언했다. 중요한 것은 조항 중 일부는 나중에 더 완화될 수 있을 것이라는 프랑스 공화국의 선의를 신뢰하라고 명기되어 있었다.
프랑스 외무성의 관점에서 〈아르망 조약〉의 가장 문제가 되는 측면 중 하나는 베트남에게 코친차이나와 통킹에게 4개의 지역을 병합하는 영토 양도를 부과했다는 것이다. 이 조항들은 프랑스가 베트남의 철저한 정복을 목표로 해야 한다는 아르망의 개인적인 견해를 반영했다. 이는 외무부가 보호령을 통해 프랑스가 간접적으로 베트남을 통치하는 것이 더 안전하고, 편하다고 생각한 견해는 아니었다. 이에 따라 제3조와 제16조에 의거하여 프랑스는 베트남의 내부 관할권에 아르망 조약이 1년 전에 프랑스 통제로 이양된 응에안, 타인호아, 하띤 및 빈투언 성 지역을 되돌렸다.
베트남에 대한 종주권을 포기했다는 사실을 은폐하기 위해 청나라는 실제로 〈톈진 협정〉 제4조에 베트남과의 새로운 조약에서 프랑스는 천국 제국의 존엄성을 손상시키는 어떠한 언어의 사용도 하지 못하도록 제한했다. 1883년 아르망 조약 제1조는 이후 베트남의 대외 관계는 프랑스가 통제할 것이라는 것을 천명한 공격적인 문구인 ‘청나라를 포함하여’(y compris la Chine)라는 말이 포함되어 있었다. 파트노트르는 이 문구를 삭제했으며, 파트노트르 조약의 제1조는 결과적으로 중국을 언급하지 않았다.
비록 프랑스가 청나라와 베트남이 맺은 조약들에서 청나라의 체면을 세워주긴 했지만, 파트노트르 조약의 서명은 중요한 상징적 의미를 동반했다. 수십 년 전 청나라 황제가 자롱 황제에게 수여한 인장은 프랑스와 베트남 전권대사 앞에서 녹여없앴다. 금도금이 된 은인장은 10cm × 1.27cm 크기에, 무게는 13 파운드, 낙타가 앉아 있는 조각이 음각되어 있었다. 청나라와의 오랜 유대 관계를 포기한 베트남은 프랑스인들의 관심을 불러 일으켰다. 프랑스의 시각에서 볼 때, 프랑스가 베트남 문제의 중재자로서 청나라를 효과적으로 대체했다는 관점이었다.

## 내용
제1조 안남은 프랑스의 보호령임을 인정하고 수락한다. 프랑스는 모든 외부 관계에서 안남을 대표할 것이다. 해외의 안남인들은 프랑스의 보호 하에 놓이게 된다.
제2조 프랑스 군대는 투언안을 영구히 점령할 것이다. 후에 강을 따라 설치된 모든 요새와 군사 시설은 철거될 것이다.
제3조 안남의 대신들은 코친차이나 국경과 닌빈 국경 사이에 속한 성들은 세관 및 공공 업무를 제외하고는, 일반적으로 단일한 지휘가 필요하거나, 유럽의 기술자나 대리인을 고용해야 하는 모든 업무를 계속한다.
제4조 상기 범위 내에서, 안남 정부는 꾸이년 항(Qui Nhon)뿐만 아니라 다낭 항(Tourane)과 쑤언다이항(Xuandai)을 개항하여 모든 나라와 무역을 할 것이라고 선언할 것이다. 이후 다른 항구도 상호합의에 의해 개항할 수 있다. 프랑스 정부는 이 항구에 후에에 있는 주민들의 지시 하에 배치된 대리인들을 유지할 것이다.
제6조 관청 또는 그에 준하는 관청은 통킹의 주요 도시에서 공화국 정부에 의해 설치되며, 그 존재가 유용해질 것이다. 관청은 총독청의 명령에 따라야 한다. 관리는 성 내에 살 것이며, 그럴 경우 관리들을 위해 마련된 담으로 둘러쌀 것이다. 필요한 경우 프랑스나 베트남의 경호가 제공된다.
제5조 프랑스 정부를 대표하는 총독청은 안남의 외부 관계를 감독하고 제3조에 규정된 범위 내에서 지방의 지방 행정을 간섭하지 않으면서 보호령의 원활한 기능을 보장한다. 총독은 후에 성 내에 거주하며, 군대의 호위를 받는다. 총독은 안남왕에게 사적인, 개인적 면담의 권리를 행사할 권리가 있다.
제7조 관청은 지방 행정의 세부 사항을 간섭하지 않아야 한다. 모든 베트남 관리는 통치를 계속하고, 관리하며, 통제에 따라야 하지만, 프랑스 당국의 요청이 있을 경우 철회될 수 있다.
제8조 모든 프랑스 관리와 직원은 관청을 통해서만 안남 당국과 소통할 것이다.
제9조 전신선은 사이공에서 하노이까지 놓여져야 하며 프랑스 고용인들에 의해 운영된다. 세금의 일부는 안남 정부에 송금되어야 하며, 이것은 전신국에 필요한 토지를 제공하는데 반환될 것이다.
제10조 안남과 통킹에서 모든 국적의 외국인은 프랑스 관할 하에 둔다. 프랑스 당국은 외국인과 외국인 간에 발생할 수 있는 모든 종류의 분쟁을 결정한다.
제11조 안남에서 엄격히 규정한 한도 내에서, 관인은 프랑스 당국의 감독 없이 후에 조정의 장부로 기존의 세금을 징수한다. 통킹에서는 관청이 세금 징수를 감독한다. 그들은 관인의 도움을 받아 고용인 및 세금 징수를 감독할 것이다. 프랑스와 안남의 위원으로 구성된 위원회가 여러 조정의 부처와 공공 서비스에 할당할 금액을 결정할 것이다. 나머지는 후에 조정의 국고에 예치된다.
제12조 관세 체제는 영토 전체에 재조직되며, 전적으로 프랑스 행정관에게 위탁된다. 관세청은 해안과 국경을 따라 설치되어야 하며, 필요한 곳에 배치되어야한다. 관세에 대해 군 당국이 이전에 내린 결정에 대한 어떠한 불만도 받아 들여지지 않을 것이다. 간접 기부, 관세 체제, 관세 규모 및 위생 예방 조치를 다루는 코친차이나의 법과 규제는 안남과 통킹의 영토 전역에도 적용된다.
제13조 프랑스 보호령 내의 프랑스 시민과 개인은 통킹 국경과 안남 항내 어디에서나 자유롭게 여행하고, 상거래에 종사하며, 동산과 부동산을 매입하거나, 처분할 수 있다. 안남 왕은 1874년 3월 15일 선교사와 기독교인에 관한 조약에 명시된 보증을 명시적으로 확인한다.
제14조 안남 내륙을 여행하고자 하는 사람은 후에 총독부나 코친차이나 총독을 통해 여행 허가를 받아야 한다. 당국은 여권을 제공해야하며, 여권은 아나운서 정부로부터 비자를 발급 받아야 한다.
제15조 프랑스는 이후에 안남왕 폐하의 영토의 완전성을 보장하고, 모든 외부 침략과 내란으로부터 주권을 방어할 것을 보장한다. 이 결과, 프랑스 당국은 보호령의 효율적인 기능을 위해 필요하다면 안남과 통킹에 군대를 주둔할 수 있다.
제16조 과거와 마찬가지로 안남왕은 자신의 영역의 내부 관리를 계속 지휘할 것이다. 단, 이 협약의 조항에 의해 제한되는 경우는 예외로 한다.
제17조 프랑스에 대한 안남의 미지불 채무는 추후 결정된 방식으로 상환한다. 안남왕 폐하는 프랑스 정부가 승인한 것을 제외하고, 어떠한 외부의 차관도 계약하지 않는다.
제18조 항구 개방과 이 항구에서 프랑스령 조계지의 한계, 안남과 통킹 해안에 등대를 건설할 위치, 광산 이용, 화폐제도에 대한 정리, 본 조약 제11조에 명시되지 않은 관세, 규제, 전신에 대한 과세 및 기타 수입으로부터 발생하는 이익의 부분을 포함 등을 결정하기 위한 회담이 개최될 것이다. 이 모임은 프랑스 정부와 안남 왕 폐하의 재가를 받기 위해 제출되어여 하며, 가능한 신속하게 비준되어야 한다.
제19조 이 조약은 1874년 3월 15일, 8월 31일 및 11월 23일에 맺어진 협약을 대체할 것이다.
분쟁 발생 시 프랑스어 본문을 우선한다.

## 같이 보기
- 제1차 후에 조약 (계미화약, 아르망 조약)
- 청불 전쟁

## 참고자료
- Billot, Albert, L’affaire du Tonkin : histoire diplomatique de l'établissement de notre protectorat sur l'Annam et de notre conflit avec la Chine, 1882–1885, par un diplomate, J. Hetzel et Cie, éditeurs, Paris, 1886, vi+ 430 pp.
- Devillers, Philippe, Français et annamites . Partenaires ou ennemis ? 1856–1902, Denoël, Coll. Destins croisés, L’aventure coloniale de la France, Paris, 1998, 517 pp.
- Eastman, Lloyd E., Throne and Mandarins: China's Search for a Policy during the Sino-French Controversy, 1880–1885 Harvard University Press, Harvard, 1967; 1974; Stanford, 1984, 267 pp.
- Huard, L., La guerre du Tonkin (Paris, 1887)
- McAleavy, Henry, Black Flags in Vietnam: The Story of a Chinese Intervention George Allen and Unwin, Ltd., London, New York, 1968, 296 pp.
- Thomazi, Auguste, La conquête de l'Indochine Payot, Paris, 1934, 291 pp.